# 사이원반
사이원반(intercalated disc, 개재원반(介在原盤)), 또는 어버스의 선(lines of Eberth)은 심근을 현미경으로 관찰할 때 식별되는 특징적인 구조이다. 심근은 하나의 기능적 합포체로 작동하기 위해 사이원반으로 연결된 개별 심장 근육 세포(심근세포)로 구성된다. 대조적으로, 골격근은 다핵의 근육 섬유로 구성되며 사이원반이 나타나지 않는다. 사이원반은 심장 조직이 동시에 수축할 수 있게 한다. 근섬유분절의 Z선에서 발생하며 심근 조직의 종단면을 관찰할 때 쉽게 볼 수 있다.

## 구조
사이원반은 인접한 심근 세포를 연결하는 복잡한 구조이다. 사이원반을 구성하는 것으로 알려진 세 가지 유형의 세포연접은 부착반점(desmosome), 부착판(fascia  adherens), 부착연접(adherens junction)이다.
- 부착판은 액틴이 고정되는 부위이며 가장 가까운 근섬유분절에 연결된다.[3]
- 부착반점은 중간섬유와 결합하고 세포막을 중간섬유 네트워크(망)에 고정하여 세포를 연결시켜, 심근이 수축할 때 세포가 서로 분리되는 것을 방지한다.[2][3]
- 간극연접은 인접한 세포의 세포질을 전기적으로 연결하여 세포 사이로 이온이 통과할 수 있게 하며, 이로 인해 심장 근육의 탈분극을 생성하여 심장 활동전위가 심장 세포 사이에 퍼질 수 있도록 만든다.[3][2]

이러한 모든 연접은 area composita라고 하는 단일 단위로 함께 작동한다.

## 임상적 중요성
사이원반 유전자의 돌연변이는 심부전으로 이어질 수 있는 다양한 심근증의 원인이 된다.

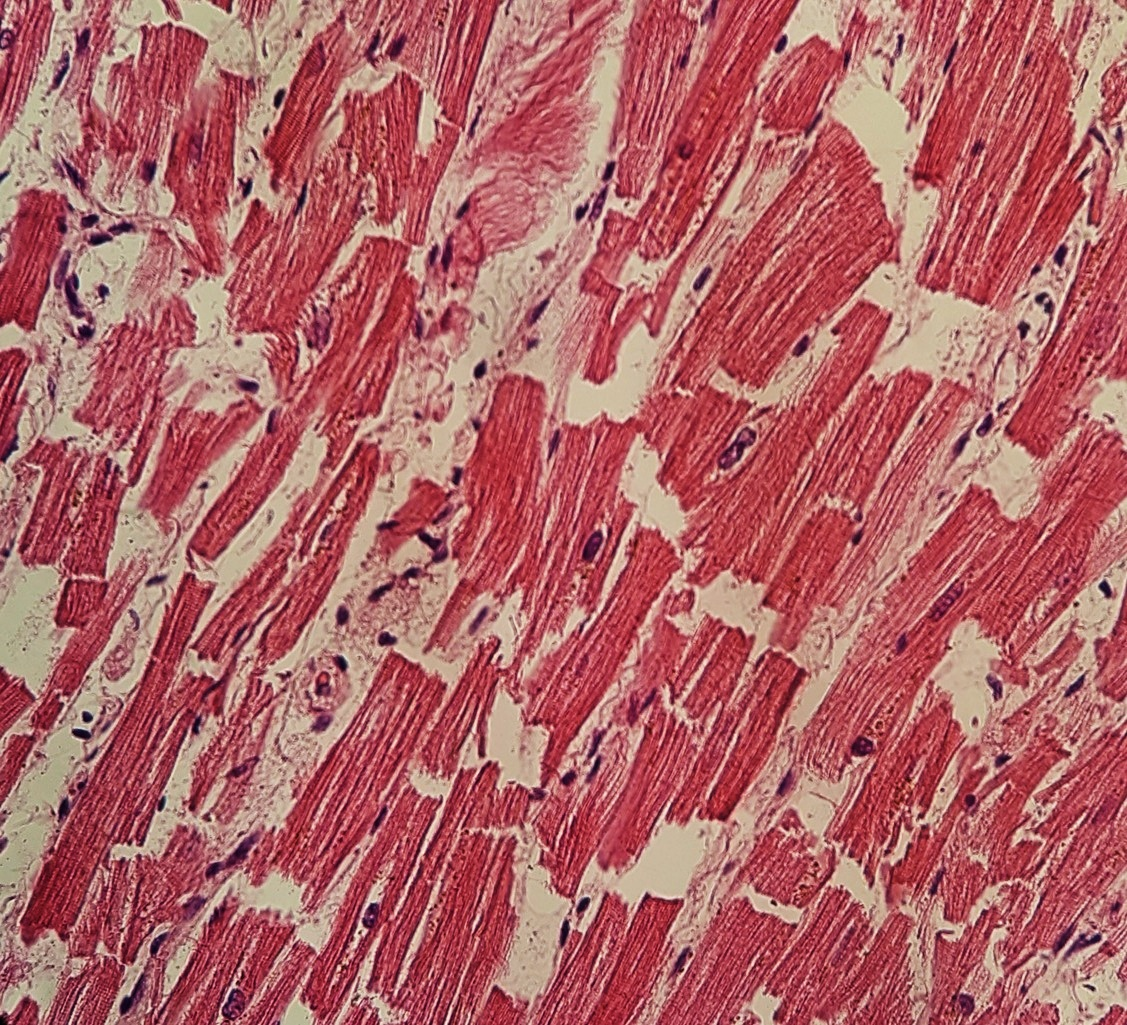
파열된 사이원반.

파열된 사이원반은 조직병리학의 관점에서 두 가지 주요 원인이 있다.
- 마이크로톰을 이용한 단면화 중 이상이 생긴 경우.[4]
- 강제로 심근이 수축되는 경우. 주로 심실세동[5]ㅇ  감전당한 경우.[6]

강력한 심근 수축을 나타내는 추가적인 징후에는 다음과 같은 것들이 있다.
- 과도하게 수축된 심근세포 다발이 과도하게 신장된 다발로 대체되어 있다.
- 네모꼴의 심근세포 핵.
- 근세포분절과 분리되어 과도하게 신장된 심근세포. 과도하게 수축된 심근세포 근처에 존재한다.

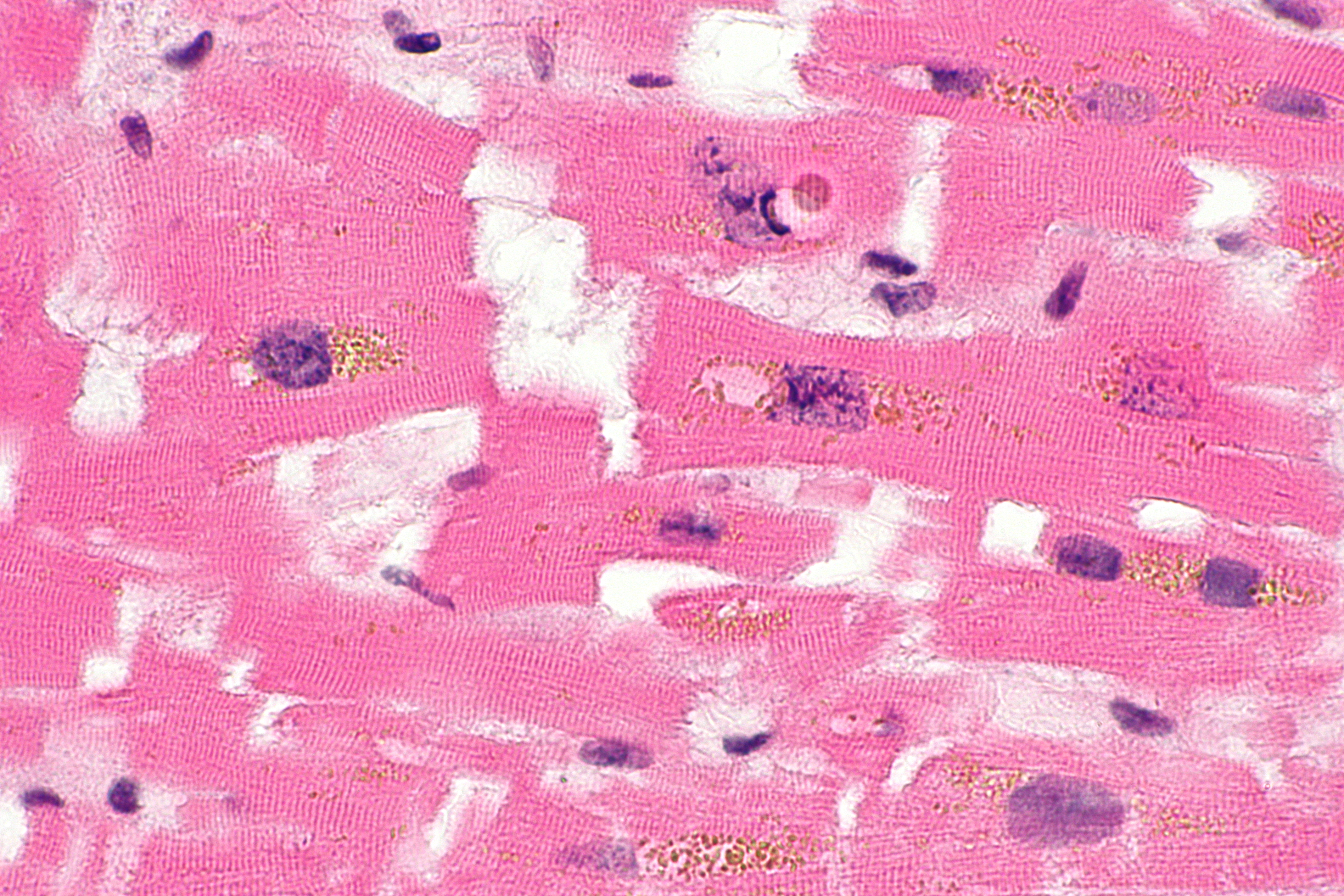
강한 심근 수축이 있다는 걸 보여주는 사각형 모양의 핵.